# العلاقات البوتانية الدومينيكانية
العلاقات البوتانية الدومينيكانية هي العلاقات الثنائية التي تجمع بين بوتان وجمهورية الدومينيكان.

## مقارنة بين البلدين
هذه مقارنة عامة ومرجعية للدولتين:
| وجه المقارنة                                              | بوتان          | جمهورية الدومينيكان |
| --------------------------------------------------------- | -------------- | ------------------- |
| المساحة (كم2)                                             | 38.39 ألف      | 48.67 ألف           |
| عدد السكان (نسمة)                                         | 807.61 ألف     | 10.40 مليون         |
| الكثافة السكانية (ن./كم²)                                 | 21.04          | 213.68              |
| العاصمة                                                   | تيمفو          | سانتو دومينغو       |
| اللغة الرسمية                                             | لغة دزونكا     | اللغة الإسبانية     |
| العملة                                                    | نغولترم بوتاني | بيزو دومنيكاني      |
| الناتج المحلي الإجمالي (بليون دولار)                      | 2.51 مليار     | 75.93 مليار         |
| الناتج المحلي الإجمالي (تعادل القوة الشرائية) بليون دولار | 6.49 مليار     | 149.89 مليار        |
| الناتج المحلي الإجمالي الاسمي للفرد دولار أمريكي          | 2.66 ألف       | 6.47 ألف            |
| الناتج المحلي الإجمالي للفرد دولار أمريكي                 | 7.82 ألف       | 13.26 ألف           |
| مؤشر التنمية البشرية                                      | 0.605          | 0.715               |
| رمز المكالمات الدولي                                      | +975           | +1809، +1829، +1849 |
| رمز الإنترنت                                              | .bt            | .do                 |
| المنطقة الزمنية                                           | ت ع م+06:00    | 00                  |

## منظمات دولية مشتركة
يشترك البلدان في عضوية مجموعة من المنظمات الدولية، منها:
| علم المنظمة | اسم المنظمة                        | تاريخ انضمام بوتان | تاريخ انضمام جمهورية الدومينيكان |
| ----------- | ---------------------------------- | ------------------ | -------------------------------- |
|             | الاتحاد البريدي العالمي            | ?                  | ?                                |
|             | يونسكو                             | 13 أبريل 1982      | 4 نوفمبر 1946                    |
|             | البنك الدولي للإنشاء والتعمير      | 28 سبتمبر 1981     | 18 سبتمبر 1961                   |
|             | وكالة ضمان الاستثمار متعدد الأطراف | 21 أكتوبر 2014     | 7 مارس 1997                      |
|             | مؤسسة التمويل الدولية              | 1 ديسمبر 2003      | 31 أكتوبر 1961                   |
|             | منظمة الشرطة الجنائية الدولية      | ?                  | ?                                |
|             | الأمم المتحدة                      | 21 سبتمبر 1971     | 24 أكتوبر 1945                   |
|             | مؤسسة التنمية الدولية              | 28 سبتمبر 1981     | 16 نوفمبر 1962                   |
|             | منظمة حظر الأسلحة الكيميائية       | ?                  | ?                                |

## وصلات خارجية
- موقع وزارة الخارجية البوتانية